# Lakeside Park, Kentucky
Lakeside Park är en stad (city) i Kenton County i delstaten Kentucky, USA. 2010 hade staden 2 668 invånare.